# José Mira Mira
José Mira Mira (Pinoso, 31 de diciembre de 1944 – Madrid, 13 de agosto de 2008) científico español, catedrático de Ciencia de la Computación e Inteligencia Artificial y director del Departamento de Inteligencia Artificial de la ETS de Ingeniería Informática de la UNED, hasta su fallecimiento.
Su interés en investigación estaba relacionado con los aspectos metodológicos de la Ingeniería del Conocimiento y con las relaciones entre la Neurociencia y la Computación. Desde una perspectiva aplicada, su interés se centraba en el desarrollo de Sistemas Basados en el Conocimiento (SBCs) en los dominios de la Medicina y la Industria, donde se incluyen el proyecto DIAGEN y otros 10 proyectos CICYT y ESPRIT previos. Sobre estos temas dirigió del orden de 30 tesis doctorales y publicó más de 300 trabajos en revistas del campo. El profesor Mira fue durante 10 años promotor y Chairman del congreso bienal IWANN y después trabajó en la configuración y consolidación de un nuevo congreso interdisciplinario sobre el transvase de conceptos, técnicas y herramientas entre la llamada "Computación Natural" y la computación artificial, el actual congreso bienal IWINAC.

## Primeros años
José Mira Mira nació en Pinoso, Alicante (España), el 31 de diciembre de 1944. Estudia el bachillerato en el colegio de los Hermanos Maristas de Murcia (España).

## Universidad Complutense de Madrid
Obtuvo la licenciatura de Ciencias Físicas por la Universidad Complutense de Madrid en junio de 1966. En octubre de 1966 se incorpora al Laboratorio de Biocibernética y Biónica asociado al Instituto de Electricidad y Automática del Consejo Superior de Investigaciones Científicas y al Departamento de Electricidad de la Facultad de Ciencias de la Universidad Complutense de Madrid. Este laboratorio había sido recientemente creado por el Profesor José García Santesmases, quien le dirige su tesis doctoral "Modelos Cibernéticos de Aprendizaje", que lee finalmente en 1971. En esta primera etapa investigadora ejerce una gran influencia su colaboración con el Profesor Roberto Moreno Díaz, quien se había reincorporado al Laboratorio de Biocibernética y Biónica de la Universidad Complutense de Madrid tras su regreso de los Estados Unidos, donde había trabajado como investigador desde 1965 en el Research Laboratory of Electronics del Instituto Tecnológico de Massachusetts (MIT) con Warren S. McCulloch.

## Universidad de Granada
En 1975 obtiene por concurso oposición la plaza de Profesor Agregado de Electrónica en la Universidad de Granada. Allí dirigiría la tesis doctoral de su esposa Ana Delgado García, "Modelos Neurocibernéticos de Dinámica Cerebral" (1978, ETS de Ingenieros de Telecomunicación de la Universidad Politécnica de Madrid). Fue precisamente al comienzo de este proceso (tal como relata su esposa en el prólogo del libro citado en las notas), y como consecuencia de la orientación que él pretendía dar a la Tesis, centrándose en ciertas propiedades de la función cerebral tales como la cooperatividad y el reparto funcional con el objetivo de estudiar la correlación entre la lesión traumática de tipo local y el conjunto de deficiencias funcionales que ellas producen, como el Profesor Mira llegó a conocer al eminente científico español Justo Gonzalo, comenzando así una estrecha amistad que duraría de por vida. Entre 1976 y 1978 es también Jefe de Estudios del Colegio Universitario de Almería, adscrito a la Universidad de Granada; dicho colegio universitario se convertiría en la Universidad de Almería.

## Universidad de Santiago de Compostela
En 1981 accede a la cátedra de Electrónica del departamento de Electricidad y Electrónica de la Facultad de Ciencias de la Universidad de Santiago de Compostela. Se da la circunstancia de que al cabo de un par de años, casi todos los colaboradores que el Profesor Mira tenía en la Universidad de Granada se habían incorporado a la Universidad de Santiago de Compostela. En 1986 participa como investigador principal en España de un proyecto ESPRIT de la hoy en día Unión Europea, el primer proyecto ESPRIT conseguido por un grupo español. La huella dejada por el Profesor Mira en esta Universidad llevó a que en 2010 asumiese la publicación de la serie "Profesor José Mira" en Neurociencia y Computación Archivado el 29 de noviembre de 2014 en Wayback Machine., iniciando dicha serie con un volumen dedicado a Justo Gonzalo. En el año 2001 le fue concedida la Medalla de Oro de la Universidad de Santiago de Compostela por su trayectoria docente e investigadora y, posteriormente a su fallecimiento, en 2009 se puso su nombre a una de las aulas de la Escuela de Ingeniería donde actualmente comienzan sus estudios los alumnos de primer curso.

## Universidad Nacional de Educación a Distancia (UNED)
El profesor Mira se incorporó a la UNED a comienzos de 1989 como catedrático de Ciencias de la Computación e Inteligencia Artificial, primero adscrito a la Facultad de Ciencias y después, desde 2002, en la Escuela Técnica Superior de Ingeniería Informática. Creó el Departamento de Inteligencia Artificial de la UNED que actualmente consta de más de 25 profesores doctores.
En octubre de 2003 dio la clase magistral en el acto de apertura del curso académico 2003-2004.
En julio de 2006, dio la charla magistral en la ceremonia conmemorativa del 50 aniversario de la Inteligencia Artificial, Conferencia de Dartmouth, que tuvo lugar durante el Campus Multidisciplinar en Percepción e Inteligencia de Albacete 2006. Y posteriormente participó en el campus con una ponencia titulada "Ciencia e Ingeniería de la Inteligencia". Entre otros ponentes también estuvo el profesor Rodolfo Llinás del New York University Medical Center

## Fallecimiento
José Mira Mira falleció el día 13 de agosto de 2008, en Madrid (España) después de una rápida y fulminante enfermedad. 
La Universidad Nacional de Educación a Distancia (UNED) realizó un Acto de Homenaje, presidido por el Rector de la UNED, que tuvo lugar el miércoles 5 de noviembre de 2008 a las 12:00 horas en el salón de actos del edificio de Humanidades de la UNED, y que fue transmitido en directo por La 2 de Televisión Española.